# Aphanaula
Recurvaria là một chi bướm đêm thuộc họ Gelechiidae.

## Hình ảnh

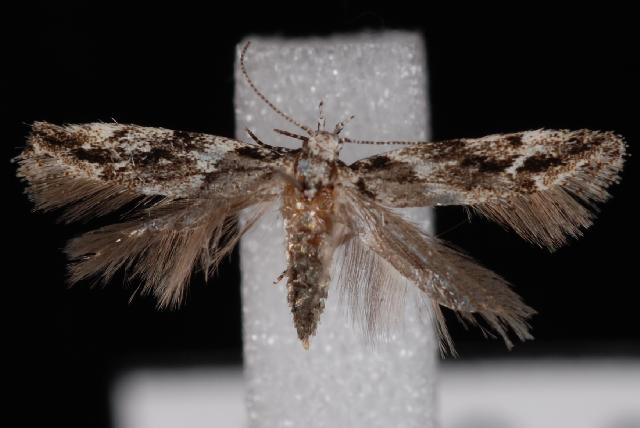